# 島田村 (新潟県)
島田村（しまだむら）は、かつて新潟県三島郡にあった村。

## 沿革
- 1901年（明治34年）11月1日 - 三島郡小島谷村、村田村が合併して、島田村が発足。
- 1955年（昭和30年）3月31日 - 三島郡桐島村と合併して、和島村となり消滅。